# Aegista intonsa
Aegista intonsa е вид охлюв от семейство Bradybaenidae.

## Разпространение
Този вид е разпространен в Япония.